# Sebastián Jaime
Sebastián Óscar Jaime (La Plata, Argentina, 30 de Janeiro de 1987) é um futebolista Argentino que joga como atacante no Unión Española.

## Carreira
Jaime começou a carreira em 2008 no Cambaceres, onde ficou até 2009, quando se transferiu para o Argentinos Juniors. Em 2011, se transferiu para a Unión Española, também do Chile. Atualmente atua pelo Curicó Unido.